# Лабиален херпес
Лабиалният херпес (Herpes labialis) е вирусна инфекция, вариант на причинявания от вируса херпес симплекс херпес, който засяга главно устните. Обичайните симптоми са пареща болка, последвана от появата на малки мехурчета или язви. Първият пристъп може да бъде съчетан и с повишена температура, болки в гърлото и увеличаване на лимфни възли. Обривът обикновено преминава за десет дни, но вирусът остава в покой в тригеминалните ганглии и може да се реактивира в нови появи на язви в устата или устните.